# Tržac (Aleksandrovac)
Pour les articles homonymes, voir Tržac.
Tržac (en serbe cyrillique : Тржац) est un village de Serbie situé dans la municipalité d'Aleksandrovac, district de Rasina. Au recensement de 2011, il comptait 206 habitants.

## Démographie
| 1948 | 1953 | 1961 | 1971 | 1981 | 1991 | 2002 | 2011 |
| ---- | ---- | ---- | ---- | ---- | ---- | ---- | ---- |
| 336  | 361  | 310  | 305  | 287  | 270  | 241  | 206  |

|  |